# Gian Biagio Conte
Gian Biagio Conte (La Spezia, 30 settembre 1941) è un filologo classico, latinista, lessicografo e storico della letteratura italiano.

## Biografia
Si è formato alla Scuola Normale Superiore di Pisa, venendo influenzato da studiosi come Antonio La Penna, Sebastiano Timpanaro e Alfonso Traina. Conte ha inoltre trascorso lunghi periodi di studio a Monaco di Baviera, presso il filologo tedesco Friedrich Klingner, e a Parigi. È diventato ordinario di Letteratura latina all'Università di Siena nel 1971, per poi passare all'Università di Pisa e infine (2001) alla Scuola Normale. È stato
visiting professor a Oxford, Cambridge, Princeton, Berkeley e Stanford. A Berkeley nel 1995 ha tenuto le prestigiose Sather Classical Lectures. Nel 2007 si è candidato alla carica di direttore della Scuola Normale, risultando però battuto alle elezioni dal direttore uscente Salvatore Settis, che ha conquistato il suo terzo mandato consecutivo. Nel 2014 è stato eletto Corresponding Fellow della British Academy. Numerosi suoi allievi sono diventati studiosi di rilievo, come Alessandro Barchiesi, Alessandro Schiesaro e Sergio Casali.

## Personalità
Già le sue esperienze di studio hanno contribuito a formare la sua personalità di studioso in possesso di una solida preparazione filologica tradizionale, ma anche aperto alle idee più innovative della teoria della letteratura degli anni settanta, in particolare lo strutturalismo; questi due aspetti trovano una felice sintesi nelle opere migliori di Conte. I suoi libri più fortunati sviluppano il concetto di sistema letterario e di genere letterario, rompendo con lo storicismo crociano (che ripudiava il concetto di genere letterario) che aveva fino a non molti anni prima dominato gli studi classici italiani, e inaugurando una nuova tematica che ha poi avuto grande sviluppo negli studi soprattutto anglosassoni degli ultimi trenta anni.
Gli autori a cui sono stati dedicati i contributi maggiori di Conte sono Virgilio e Petronio, ma si è occupato anche Lucrezio, degli elegiaci, di Lucano. Negli ultimi anni, approfondita la teoria dei generi letterari, è tornato ad una filologia testuale di stampo più tradizionale.
Nel 2000 ha pubblicato, insieme con E. Pianezzola e G. Ranucci, * Il Dizionario della Lingua Latina, Le Monnier, Firenze ; un apprezzato dizionario latino, che nel 2010 ha ottenuto una seconda edizione.
Alla testa di un nutrito gruppo di ricercatori della Scuola Normale, ha curato la nuova edizione teubneriana delle Georgiche, dopo aver pubblicato quella dell'Eneide nel 2009.
Dirige la rivista Materiali e discussioni per l'analisi dei testi classici (MD), di cui è fondatore.

## Opere principali
- Letteratura latina, Le Monnier, 1987-1988-1993-2002
- Virgilio: il genere e i suoi confini, Garzanti Milano 1984
- Memoria dei poeti e sistema letterario, Einaudi Torino 1974, 2ª ediz. 1985 (ed. Inglese  The Rhetoric of Imitation, Cornell University Press Ithaca/Londra 1987)
- La ‘Guerra Civile’ d Lucano. Studi e prove di commento, Urbino 1988
- Generi e Lettori: saggi su Lucrezio, l'elegia d'amore, l'enciclopedia di Plinio,  Mondadori Milano 1991 (ed. inglese Genres and Readers, Johns Hopkins U.P., Baltimora); ripubblicato con le Edizioni della Normale Archiviato il 9 gennaio 2021 in Internet Archive. nel 2012 (ISBN 978-88-7642-334-5)
- Latin Literature. A History, Baltimore 1994
- L'Autore nascosto. Un'interpretazione del Satyricon di Petronio, Il Mulino Bologna 1997 (ed. Inglese The Hidden Author (Sather Classical Lectures, 60), California University Press, 1996); ripubblicato per le Edizioni della Normale Archiviato il 9 gennaio 2021 in Internet Archive. nel 2007 (ISBN 978-88-7642-238-6)
- Il Dizionario della Lingua Latina, Le Monnier, Firenze 2000 (con E. Pianezzola e G. Ranucci)
- Virgilio: l'epica del sentimento, Einaudi Torino 2002
- Dějiny Řίmské Literatury, Praha 2003
- The Poetry of Pathos: Studies in Virgilian Epic. Ed. by S. J. Harrison. Oxford: Oxford Univ Press 2007, ISBN 0-19-928701-5
- P. Vergilius Maro, Aeneis. edidit Gian Biagio Conte, Berlin/New York 2009 (2ª ediz. Berlin/Boston 2019)
- Ope ingenii. Experiences of Textual Criticism, Berlin/Boston 2013
- P. Vergilius Maro, Georgica, edidit Gian Biagio Conte, Berlin/Boston 2014
- Dell'imitazione. Furto e originalità, Pisa 2014
- Critical Notes on Virgil, Editing the Teubner Text of the ‘Georgics’ and the ‘Aeneid’, Berlin/Boston 2016
- Stealing the Club from Hercules. On Imitation in Latin Poetry, Berlin/Boston 2017
- Letteratura Latina, 2 voll., 3ª edizione, Mondadori, Milano 2019
- Virgilian Parerga. Textual Criticism and Stylistic Analysis, Berlin/Boston 2021
- I diritti della filologia (e il dovere degli interpreti), Roma 2022
- Tre filologi, Pisa 2024
- Meaning and the Critic. Essays on Latin Poetry, Berlin/Heidelberg 2024

## Onorificenze e premi
- Università di Atene, Laurea honoris causa in Filologia Classica
- Accademia dei Lincei, premio ‘Antonio Feltrinelli’ per la Filologia e la Linguistica (2021)